# Vitvingad tangara
För fågelarten Piranga leucoptera, se vitbandad tangara.
Vitvingad tangara (Lanio versicolor) är en fågel i familjen tangaror inom ordningen tättingar.

## Utseende och läte
Vitvingad tangara är en stor medlem av familjen med skilda dräkter mellan könen. Hanen är bjärt gul med svart på huvud, vingar och stjärt. På vingen syns också en stor vit vingfläck som gett arten dess namn. Honan är genomgående gul med mer färglöst olivgrått på huvud, vingar och stjärt. Lätena består av en serie vassa och stigande "bree?"

## Utbredning och systematik
Vitvingad tangara delas in i två underarter med följande utbredning:
- Lanio versicolor versicolor – förekommer i östra Peru (söder om Marañónfloden) till norra Bolivia och västra Brasilien
- Lanio versicolor parvus – förekommer i södra Amazonområdet i Brasilien och norra Mato Grosso

## Levnadssätt
Vitvingad tangara hittas i låglänt regnskog och ses där högt i trädtaket. Den påträffas i par i artblandade flockar där den ofta intar en ledarroll.

## Status och hot
Arten har ett stort utbredningsområde, men tros minska i antal, dock inte tillräckligt kraftigt för att den ska betraktas som hotad. Internationella naturvårdsunionen IUCN listar arten som livskraftig (LC).

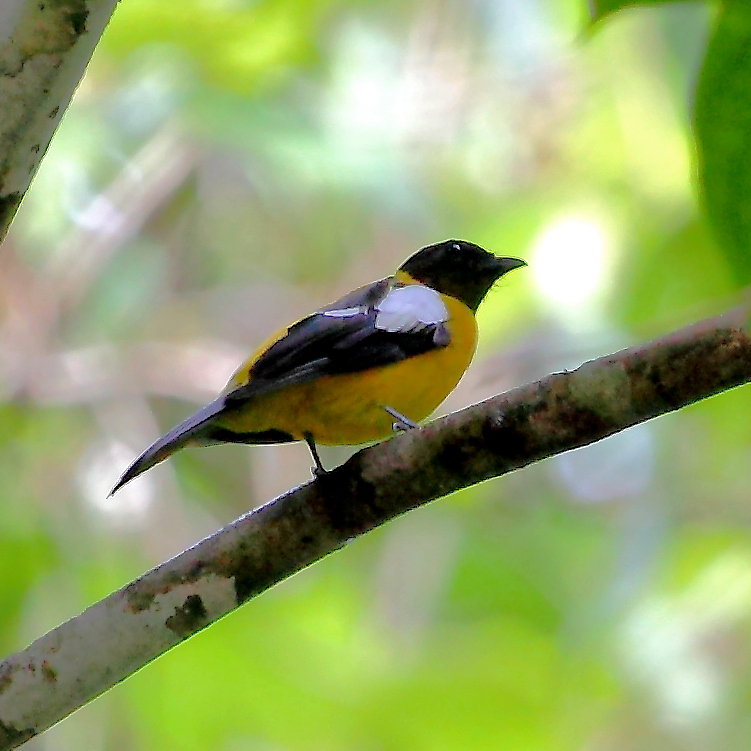